# Friderizianische Kolonisation

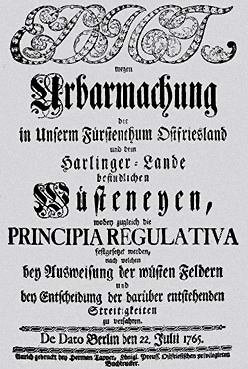
Urbarmachungsedikt für das Fürstentum Ostfriesland, 1765

Friderizianische Kolonisation ist ein historischer Begriff zur Bezeichnung der Maßnahmen des Landesausbaus und der Peuplierung, die in Preußen unter Friedrich II. ergriffen wurden.

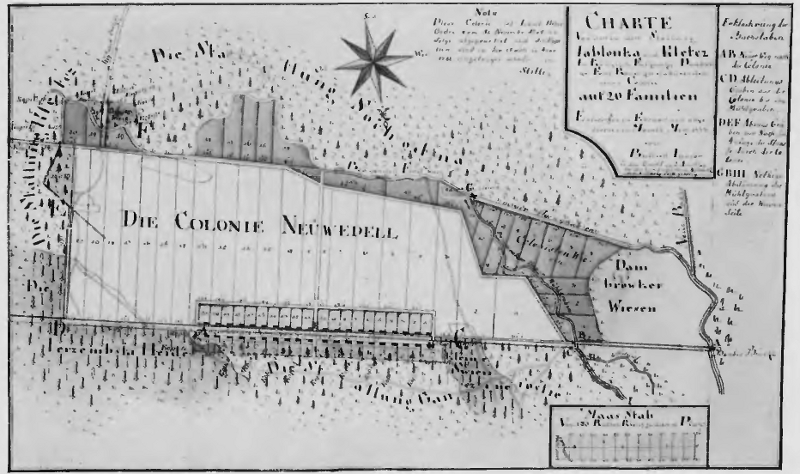
Lageplan der Kolonie Neuwedel in Oberschlesien, 1773

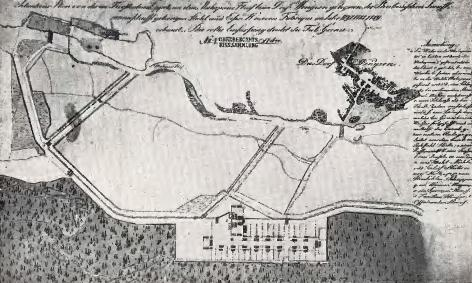
Lageplan der Kolonie Königshuld in Oberschlesien, 1787

Die Maßnahmen waren eine Fortsetzung der merkantilistischen Wirtschaftspolitik (Kameralismus), die bereits der brandenburgische Kurfürst Friedrich Wilhelm begonnen hatte, um sein Land nach dem Dreißigjährigen Krieg wieder aufzubauen und zu kolonisieren. Großenteils ging es um die Urbarmachung großer, unbewohnter oder wenig bewohnter Landstriche, etwa um Moorkolonisation. Typischerweise entstanden hierzu Kolonistenhäuser in der Formation eines Straßendorfes, in denen sich Exulanten als Freigärtner ansiedelten. Teilweise wurden diese Dörfer „Hauländereien“ genannt. Losbriefe, durch die sich willige Kolonisten aus der Leibeigenschaft entlassen ließen, förderten die friderizianische Kolonisation.

## Kurmark

### Oderbruch
Durch den Durchstich beim Neuenhagener Sporn 1753 wurde das Oderbruch melioriert und es wurden zahlreiche neue Siedlungen angelegt. Das Oderbruch hat seinen bis heute erhaltenen Siedlungscharakter aus der Zeit der Friderizianischen Binnenkolonisation.

### Spreeland
Östlich von Köpenick gab es in den 1750er Jahren ebenfalls zahlreiche Siedlungsgründungen oder -ausbau, vornehmlich in den großen Waldgebieten entlang der Spree. Diese erfolgten besonders entlang der Müggelspree und der Wendischen Spree. So wurden entlang der Spree die Kolonistendörfer Braunsdorf, Kirchhofen, Neu Zittau und Friedrichshagen und an den Seen der Dahme Gosen und Grünau gegründet.